# Comuna Hășmaș, Arad
Hășmaș (în maghiară: Bélhagymás) este o comună în județul Arad, Crișana, România, formată din satele Agrișu Mic, Botfei, Clit, Comănești, Hășmaș (reședința) și Urvișu de Beliu.

## Demografie
Componența etnică a comunei Hășmaș
     Români (96,37%)
     Alte etnii (0%)
     Necunoscută (3,63%)
Componența confesională a comunei Hășmaș
     Ortodocși (73,27%)
     Baptiști (10,44%)
     Adventiști (6,55%)
     Penticostali (3,89%)
     Alte religii (1,06%)
     Necunoscută (4,78%)
Conform recensământului efectuat în 2021, populația comunei Hășmaș se ridică la 1.130 de locuitori, în scădere față de recensământul anterior din 2011, când fuseseră înregistrați 1.300 de locuitori. Majoritatea locuitorilor sunt români (96,37%), iar pentru 3,63% nu se cunoaște apartenența etnică. Din punct de vedere confesional, majoritatea locuitorilor sunt ortodocși (73,27%), cu minorități de baptiști (10,44%), adventiști (6,55%) și penticostali (3,89%), iar pentru 4,78% nu se cunoaște apartenența confesională.

## Politică și administrație
Comuna Hășmaș este administrată de un primar și un consiliu local compus din 9 consilieri. Primarul, Cornel Popa[*], de la Partidul Național Liberal, este în funcție din 2000. Începând cu alegerile locale din 2024, consiliul local are următoarea componență pe partide politice:
|  | Partid                          | Consilieri | Componența Consiliului | Componența Consiliului | Componența Consiliului |
|  | ------------------------------- | ---------- | ---------------------- | ---------------------- | ---------------------- |
|  | Partidul Național Liberal       | 3          |                        |                        |                        |
|  | Alianța pentru Unirea Românilor | 3          |                        |                        |                        |
|  | Uniunea Salvați România         | 1          |                        |                        |                        |
|  | Partidul Social Democrat        | 1          |                        |                        |                        |
|  | Partidul Mișcarea Populară      | 1          |                        |                        |                        |

## Atracții turistice
- Biserica de lemn din satul Agrișu Mic, construcție secolul al XVIII-lea
- Cetatea dacică din satul Botfei
- Cetatea dacică din satul Clit
- Trasee montane în Munții Codru-Moma
- Păstrăvărie în satul Botfei

## Personalități născute aici
- Emeric Jenei (n. 1937), jucător și antrenor de fotbal, antrenor al echipei naționale de fotbal a României.